# Comcereal Botoșani
Comcereal Botoșani este o companie cu activiăți în comercializarea cerealelor, semințelor și furajelor din România.
Caroline Anna Kuipers, cetățean britanic, deține 50,36% din acțiuni, iar firma Prutul Galați controlează 37,42% din acțiuni.
Cifra de afaceri:
- 2007: 16,8 milioane lei (5 milioane euro)[1]
- 2006: 10,8 milioane lei[1]